# Čakanovce
Čakanovce es un municipio del distrito de Lučenec en la región de Banská Bystrica, Eslovaquia, con una población estimada a final del año 2024 de 1143 habitantes.
Se encuentra ubicado en el centro-sur de la región, en el valle del río Ipoly —un afluente izquierdo del Danubio— y cerca de la frontera con Hungría.

## Demografía
| Año        | 1994 | 2004    | 2014     | 2024    |
| ---------- | ---- | ------- | -------- | ------- |
| Población  | 913  | 957     | 1153     | 1143    |
| Diferencia |      | +4,81 % | +20,48 % | −0,86 % |

| Año        | 2023 | 2024   |
| ---------- | ---- | ------ |
| Población  | 1125 | 1143   |
| Diferencia |      | +1,6 % |